# Avezzano Calcio
Avezzano Calcio, zkráceně jen Avezzano je italský klub hrající v sezoně 2024/25 4. italskou fotbalovou ligu, sídlící ve městě Avezzano v regionu Abruzzo.

## Změny názvu klubu
- 1919/20 – 1930/31 – FC Avezzano (Forza e Coraggio Avezzano)
- 1931/32 – SS Marsica (Società Sportiva Marsica)
- 1932/33 – 1938/39 – SS Avezzano (Società Sportiva Avezzano)
- 1944/45 – 1971/72 – PF Coraggio (Polisportiva Forza e Coraggio)
- 1972/73 – 1981/82 – FC Avezzano (Football Club Avezzano)
- 1982/83 – 1984/85 – Avezzano Calcio (Avezzano Calcio)
- 1985/86 – 1986/87 – Polisportiva Avezzano (Polisportiva Avezzano)
- 1987/88 – 1997/98 – Avezzano Calcio (Avezzano Calcio)
- 1998/99 – 1999/00 – SS Paterno Avezzano (Società Sportiva Paterno Avezzano)
- 2000/01 – 2006/07 – Nuova Avezzano Calcio (Nuova Avezzano Calcio)
- 2009/10 – 2010/11 – Avezzano Foce Nuova (Avezzano Foce Nuova)
- 2011/12 – 2014/15 – Avezzano Calcio ASD (Avezzano Calcio Associazione Sportiva Dilettantistica)
- 2015/16 – Avezzano Calcio (Avezzano Calcio)

## Získané trofeje

### Vyhrané domácí soutěže
- 4. italská liga (1x)

1995/96

## Účast v ligách
| Úroveň soutěže | Název soutěže (nynější název) | První hraná sezona | Poslední hraná sezona | celkem odehraných sezon |
| -------------- | ----------------------------- | ------------------ | --------------------- | ----------------------- |
| 3              | Serie C                       | 1945/46            | 1996/97               | 4                       |
| 4              | Serie D                       | 1948/49            | 2024/25               | 38                      |
| 5              | Eccellenza                    | 1983/84            | 2021/22               | 13                      |

## Trenéři

### Známí trenéři v klubu
- Giuseppe Cavanna (1945–1947)
- Giuseppe Sabadini (1993–1995)